# Euryproctus maidli
Euryproctus maidli là một loài tò vò trong họ Ichneumonidae.